# Алаярви (озеро, Калевальский район)
Алаярви — российское пресноводное озеро в Калевальском районе Республики Карелия.

## Общие сведения
Озеро вытянуто с северо-запада на юго-восток.
Основной приток осуществляется из озера Верхнее Куйто через проток Ельмане и из озера Юляярви через Алозерский пролив. Сток осуществляется в озеро Среднее Куйто. Высокая проточность придаёт озеру речной режим.
Имеются заросли высшей водной растительности.